# Cântecul inocenței
Cântecul inocenței este un film românesc din 2008 regizat de Ion Octavian Frecea.